# Dampfmühle

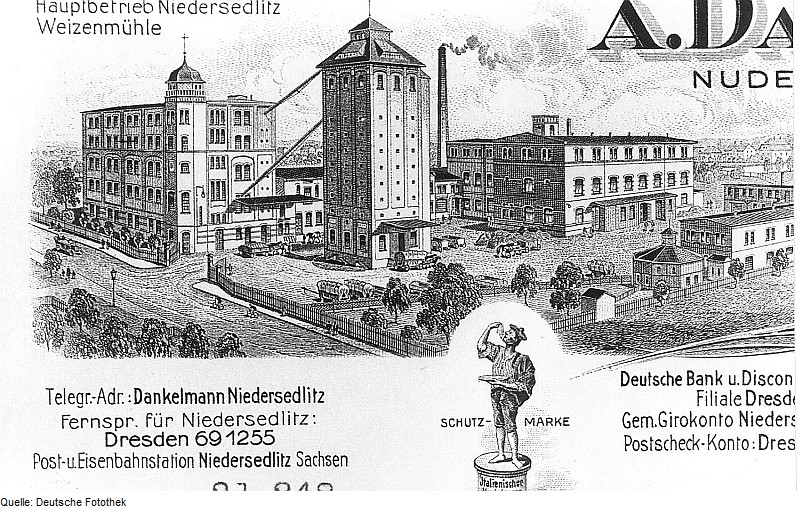
Industrielle Dampfmühle in Dresden-Niedersedlitz (1935)

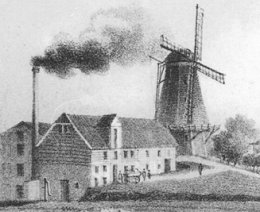
Ein typisches Bild (Langes Mühle, Uetersen): Eine nicht mehr zeitgemäße Windmühle wurde durch eine Dampfmühle erweitert.

Eine Dampfmühle ist eine Mühle, die mittels Dampfkraft (zumeist von einer Dampfmaschine, seltener auch einer Dampfturbine) angetrieben wird.

## Geschichte
Erste Dampfmühlen entstanden in England, dem Mutterland der Industrialisierung, Ende des 18. Jahrhunderts. Die bekannteste war die Albion Mill in London von 1786. Um 1820 wurden die ersten Dampfmühlen in Deutschland gebaut: 1816 in Waldenburg/Schlesien, 1818 in Magdeburg und 1822 in Berlin.
Im Laufe des 19. Jahrhunderts löste die Dampfkraft dann die beiden klassischen Antriebsarten für Mühlen, die Wasser- und Windkraft, als dominierende Form ab. Gegenüber der Windkraft bietet die Dampfkraft den Vorteil, dass sie wetterunabhängig ist und somit zuverlässig und nach Bedarf abgerufen werden kann. Gegenüber der Wasserkraft, die nicht ganz so starken natürlichen Schwankungen unterworfen war wie die Windkraft, kam als Vorteil hinzu, dass keine Wasserrechte erworben werden mussten. Diese Vorteile wogen den Nachteil auf, dass die Antriebsenergie im Gegensatz zu Wind und Wasser nicht kostenlos zur Verfügung stand; der Brennstoff für den Dampfkessel (in der Regel Kohle) musste eingekauft werden.
Die bedarfsgerechte Verfügbarkeit und der Wegfall der Leistungsbeschränkung bildete die Grundlage für eine Veränderung des Mühlenwesens weg von kleinen, handwerksmäßig organisierten Mühlen hin zu industriellen Großbetrieben. Die Dampfkraft war somit indirekt verantwortlich für das vielbeklagte (Erste) Mühlensterben Ende des 19. und Anfang des 20. Jahrhunderts.
So analysierte beispielsweise Karl Marx: „Mit der Erwerbung neuer Produktivkräfte verändern die Menschen ihre Produktionsweise, und mit der Veränderung der Produktionsweise, der Art, ihren Lebensunterhalt zu gewinnen, verändern sie alle ihre gesellschaftlichen Verhältnisse. Die Handmühle ergibt eine Gesellschaft mit Feudalherren, die Dampfmühle eine Gesellschaft mit industriellen Kapitalisten.“
Im 20. Jahrhundert wurde der Dampfantrieb in den meisten Mühlen wiederum durch Verbrennungsmotoren und schließlich den Elektroantrieb ersetzt, was aber nicht so tiefgreifende Auswirkungen auf die Struktur des Mühlenwesens hatte, da die industriellen Mühlen ohne weiteres auf die neuen Antriebe umgerüstet werden konnten.

## Technik
Im Gegensatz zu Wind- und Wassermühlen, in denen die Königswelle normalerweise direkt über Getrieberäder den oder die Mühlsteine antrieb, bestand eine Dampfmühle aus einem zentralen Dampfkessel und einer zentralen Dampfmaschine, von der die Antriebskraft über Riementriebe auf die verschiedenen Maschinen, insbesondere die Mahlwerke, in der Mühle verteilt wurde. Über die Riemen konnten einzelne Maschinen nach Bedarf zu- und abgeschaltet werden. Nicht selten trieb eine Dampfmaschine mehr als 10 Mahlwerke und Hilfsmaschinen an.
Die Mühlengebäude waren große, mehrstöckige Gebäude im Stile einer Fabrik.

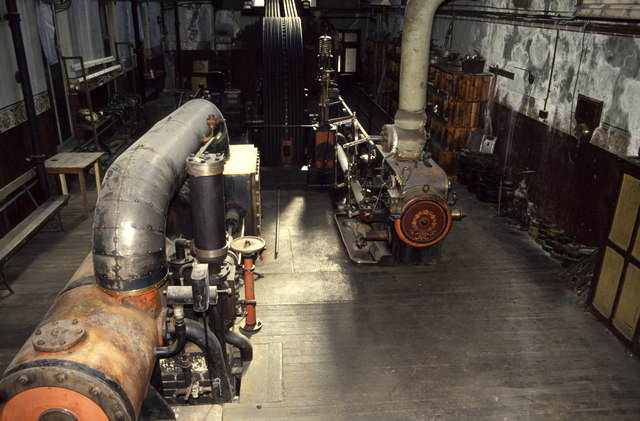
Dampfmaschine in der Holmes-Mühle in Clitheroe, England
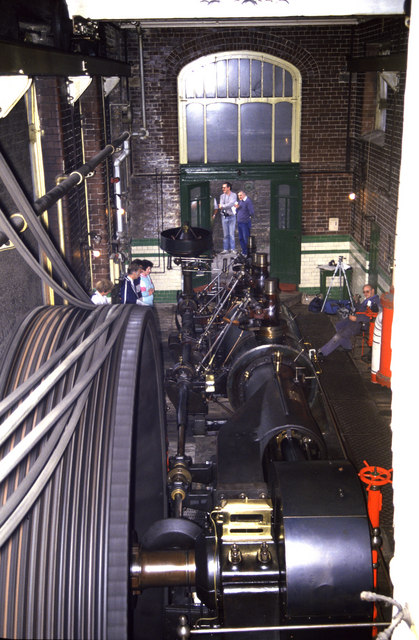
Dampfmaschine in der Bamford Mill in England. Im Vordergrund der Abtrieb für die Treibriemen
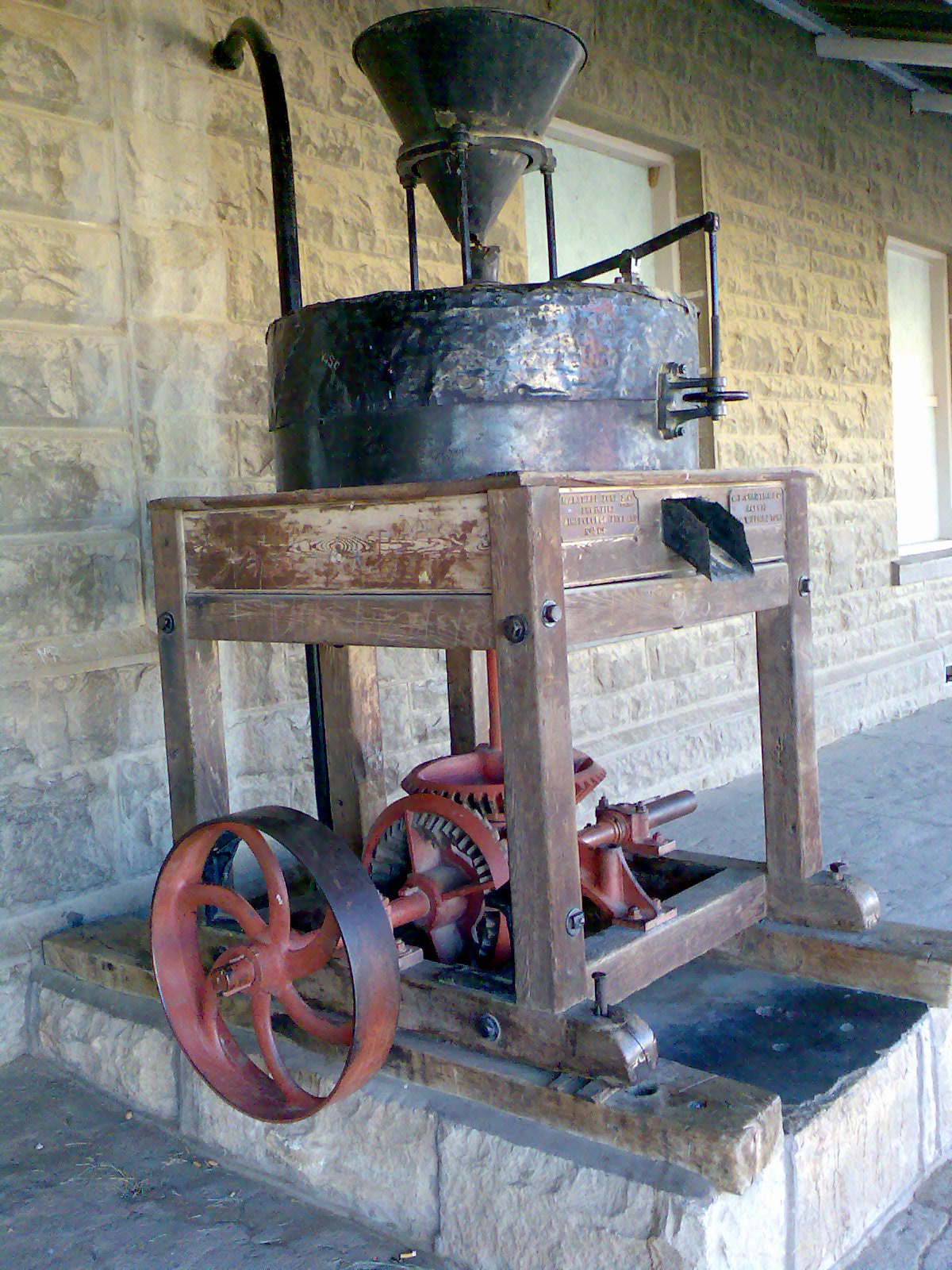
Mühlstein mit Antrieb durch Riementrieb